# Šestanovac

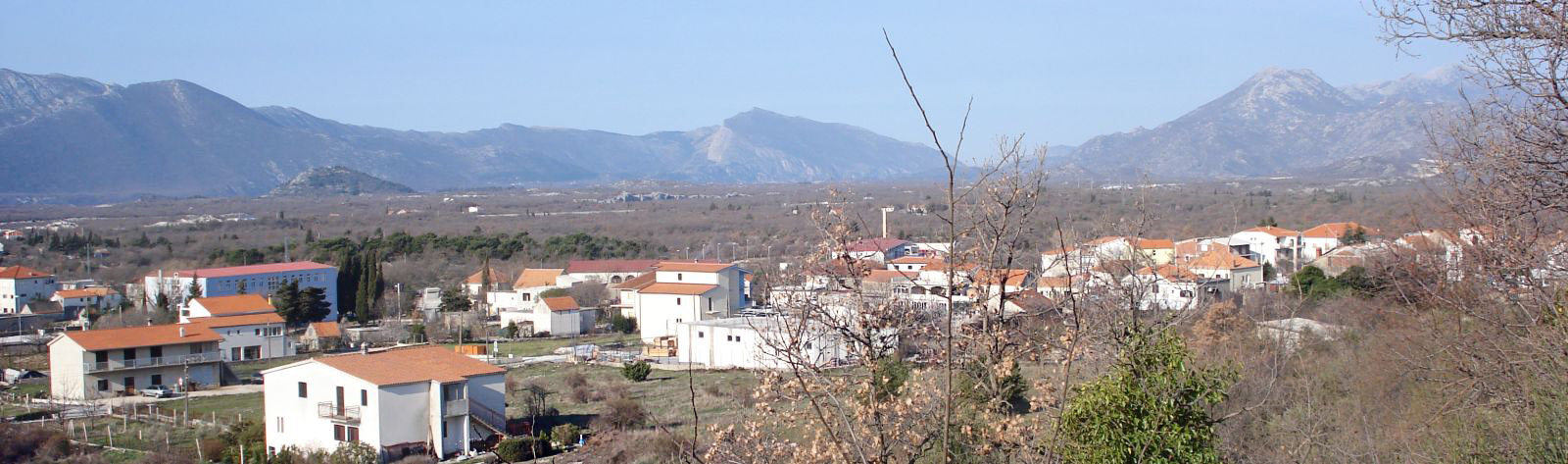
Šestanovac

Šestanovac je vesnice a opčina v Chorvatsku, ve Splitsko-dalmatské župě. V roce 2011 žilo v Šestanovaci 426 obyvatel, v celé opčině pak 1 958 obyvatel. Šestanovac se nachází u dálnice A1 a je z něj pohled na pohoří Biokovo a kaňon řeky Cetina.
Opčina kromě Šestanovace zahrnuje další čtyři vesnice, a to Grabovac, Katuni, Kreševo a Žeževica.